# I danzatori di Noyo
I danzatori di Noyo (The Dancers of Noyo) è un romanzo del 1973 della scrittrice statunitense Margaret St. Clair.

## Trama
Samuel McGregor appartiene ad una tribù della Repubblica della California; la tribù è una delle forme di organizzazione sociale a cui hanno fatto ritorno gli abitanti della California dopo una spaventosa mortale epidemia di cancro alle ossa. Esse si rifanno alla tipologia indiana, e sono presiedute in qualche modo dai Danzatori, ossia androidi clonati dallo scienziato O'Hara, a partire dalle cellule di un certo Bennet, l'unico che aveva mostrato una qualche resistenza all'epidemia.
I Danzatori obbligano con la forza (appoggiati dai "Mandarini" e dai "Vendicatori", ossia dai meno giovani della tribù) i giovani a sottoporsi alle pratiche mistiche delle vecchie tribù indiane, arrivando ad uccidere chi si oppone. Samuel si rifiuta di partecipare alle danze sacre ed è costretto ad affrontare un viaggio rituale, alla ricerca della visione mistica del Sacro Graal.
Tra visioni e allucinazioni, cambiamenti di personalità, Samuel affronta, con l'aiuto di Francesca O'Hara, figlia dello scienziato, altre tribù, altri Danzatori e Vendicatori, arrivando a scoprire che lo scopo di queste violenze è procurarsi corpi umani per sopperire alla creazione degli androidi e perpetuare la specie dei Danzatori.
Catturato proprio al momento della sua visione del Sacro Graal, riesce a uccidere un Danzatore e di conseguenza tutti gli altri, sconfiggendo questa cospirazione e restituendo la libertà ai giovani.

## Edizioni
- Margaret St. Clair, The Dancers of Noyo, Ace Books, 1973.
- Margaret St. Clair, I danzatori di Noyo, traduzione di Maria Benedetta De Castiglione, copertina di Karel Thole, Urania n° 678, Arnoldo Mondadori Editore, 1975.
- Margaret St. Clair, I danzatori di Noyo, traduzione di Maria Benedetta De Castiglione, copertina di Giuseppe Festino, Classici Urania n° 99, Arnoldo Mondadori Editore, 1985,  pag.201.